# Schloß Grub
Schloß Grub är ett slott i Österrike.   Det ligger i distriktet Gmunden och förbundslandet Oberösterreich, i den centrala delen av landet, 210 km väster om huvudstaden Wien. Schloß Grub ligger 825 meter över havet.
Terrängen runt Schloß Grub är mycket bergig. Närmaste större samhälle är Bad Goisern, 9,2 km norr om Schloß Grub. 
I omgivningarna runt Schloß Grub växer i huvudsak blandskog. Runt Schloß Grub är det ganska glesbefolkat, med 26 invånare per kvadratkilometer.